# فهرست استانداران ایران در دولت هشتم
این نوشتار، فهرست استانداران ایران در دولت هشتم (۱۳۸۴–۱۳۸۰) به ریاست‌جمهوری سید محمد خاتمی است.

## فهرست
| استان               | استاندار      | استاندار                       | آغاز تصدی        | پایان تصدی       | منبع  |
| ------------------- | ------------- | ------------------------------ | ---------------- | ---------------- | ----- |
| آذربایجان شرقی      |               | محمدعلی سبحان‌اللهی             | ۱۶ آبان ۱۳۸۰     | ۴ آبان ۱۳۸۴      |       |
| آذربایجان غربی      |               | جمشید انصاری                   | ۲۳ دی ۱۳۸۰       | ۱۷ مهر ۱۳۸۴      |       |
| اردبیل              |               | سید حمید طهایی                 | از دولت قبلی     | ۵ آبان ۱۳۸۱      |       |
| اردبیل              |               | سید جواد نگارنده               | ۵ آبان ۱۳۸۱      | ۴ آبان ۱۳۸۴      |       |
| اصفهان              |               | سید جعفر موسوی                 | از دولت قبلی     | ۲۴ شهریور ۱۳۸۱   |       |
| اصفهان              |               | سید محمود حسینی                | ۲۴ شهریور ۱۳۸۱   | ۱۷ مهر ۱۳۸۴      |       |
| ایلام               |               | محمود زمانی قمی                | از دولت قبلی     | ۲۸ مرداد ۱۳۸۲    |       |
| ایلام               |               | کریم شورانگیز                  | ۲۸ مرداد ۱۳۸۲    | ۲۶ مهر ۱۳۸۳      |       |
| ایلام               |               | سید محمد احمدی                 | ۲۶ مهر ۱۳۸۳      | ۶ آذر ۱۳۸۴       |       |
| بوشهر               |               | محمدرضا صالحی سرپرست           | ۹ اسفند ۱۳۸۰     | ۱۳۸۱             |       |
| بوشهر               |               | اسماعیل تبادار                 | ۱۳۸۱             | ۴ آبان ۱۳۸۴      |       |
| تهران               |               | ابراهیم رضایی بابادی سرپرست    | ۱ مرداد ۱۳۸۰     | ۲ آبان ۱۳۸۰      | [ ۱ ] |
| تهران               |               | علی‌اکبر رحمانی                 | ۲ آبان ۱۳۸۰      | ۲۰ شهریور ۱۳۸۴   |       |
| چهارمحال و بختیاری  |               | عبدالمحمد زاهدی                | از دولت قبلی     | ۲۸ مرداد ۱۳۸۲    |       |
| چهارمحال و بختیاری  |               | محمود زمانی قمی                | ۲۸ مرداد ۱۳۸۲    | ۱۷ مهر ۱۳۸۴      |       |
| خراسان              |               | حسین امینی سرپرست              | ۲۰ آبان ۱۳۸۰     | ۲ دی ۱۳۸۰        | [ ۲ ] |
| خراسان              |               | سید حسن رسولی                  | ۲ دی ۱۳۸۰        | ۱۴ مرداد ۱۳۸۳    |       |
| خراسان جنوبی        |               | ابراهیم رضایی بابادی           | ۱۴ مرداد ۱۳۸۳    | ۳ مهر ۱۳۸۴       |       |
| خراسان رضوی         |               | سید حسن رسولی                  | ۱۴ مرداد ۱۳۸۳    | ۶ مهر ۱۳۸۴       |       |
| خراسان شمالی        |               | محسن نریمان                    | ۱۴ مرداد ۱۳۸۳    | ۱۶ بهمن ۱۳۸۴     |       |
| خوزستان             |               | فتح‌الله معین                   | ۱۵ اسفند ۱۳۸۰    | ۱۳ مهر ۱۳۸۴      |       |
| زنجان               |               | جعفر رحمان‌زاده                 | ۴ مهر ۱۳۸۰       | ۱۷ مهر ۱۳۸۴      |       |
| سمنان               |               | محمدعلی پنجه‌فولادگران          | از دولت قبلی     | ۲۲ آذر ۱۳۸۲      |       |
| سمنان               |               | محمدرضا حسن‌پور سرپرست          | آذر ۱۳۸۲         | ۱۳۸۳             |       |
| سمنان               |               | حمید حاجی‌عبدالوهاب             | ۱۳۸۳             | در دولت بعدی     |       |
| سیستان و بلوچستان   |               | سید محمود حسینی                | از دولت قبلی     | ۱۶ تیر ۱۳۸۱      |       |
| سیستان و بلوچستان   |               | حسین امینی                     | ۱۶ تیر ۱۳۸۱      | ۲۰ شهریور ۱۳۸۴   |       |
| فارس                |               | محمدابراهیم انصاری لاری        | از دولت قبلی     | ۲۷ مهر ۱۳۸۴      |       |
| قزوین               |               | مسعود امامی                    | ۲۸ شهریور ۱۳۸۰   | ۱۳۸۳             |       |
| قزوین               |               | فریبرز محمودیان                | ۱۳۸۳             | ۱۱ مرداد ۱۳۸۳    | [ ۳ ] |
| قزوین               | ۱۱ مرداد ۱۳۸۳ | فریبرز محمودیان                | ۴ آبان ۱۳۸۴      |                  |       |
| قم                  |               | قربانعلی سعادت                 | از دولت قبلی     | ۵ آبان ۱۳۸۱      |       |
| قم                  |               | سید حمید طهایی                 | ۵ آبان ۱۳۸۱      | ۸ آبان ۱۳۸۴      |       |
| کردستان             |               | اسدالله رازانی                 | ۴ مهر ۱۳۸۰       | ۸ دی ۱۳۸۴        |       |
| کرمان               |               | محمدعلی کریمی                  | ۲۵ مهر ۱۳۸۰      | ۲۳ شهریور ۱۳۸۴   |       |
| کرمانشاه            |               | احمد ترک‌نژاد                   | ۴ مهر ۱۳۸۰       | ۲۹ آبان ۱۳۸۴     |       |
| کهگیلویه و بویراحمد |               | کریم شورانگیز                  | از دولت قبلی     | ۲۸ مرداد ۱۳۸۲    |       |
| کهگیلویه و بویراحمد |               | اسماعیل دوستی                  | ۲۸ مرداد ۱۳۸۲    | ۲۷ مهر ۱۳۸۴      |       |
| گلستان              |               | هادی پژوهش سرپرست              | ۱۵ بهمن ۱۳۸۰     | ۱۵ اردیبهشت ۱۳۸۱ | [ ۴ ] |
| گلستان              |               | محمدهاشم مهیمنی                | ۱۵ اردیبهشت ۱۳۸۱ | ۱۵ آبان ۱۳۸۴     | [ ۵ ] |
| گیلان               |               | علی باقری سرپرست               | ۳ شهریور ۱۳۸۰    | ۴ مهر ۱۳۸۰       | [ ۶ ] |
| گیلان               |               | مسعود سلطانی‌فر                 | ۴ مهر ۱۳۸۰       | ۲۵ آبان ۱۳۸۴     |       |
| لرستان              |               | نورالله عابدی                  | از دولت قبلی     | ۲۱ مهر ۱۳۸۱      |       |
| لرستان              |               | قربانعلی سعادت                 | ۲۱ مهر ۱۳۸۱      | ۸ آبان ۱۳۸۴      |       |
| مازندران            |               | غلامرضا انصاری                 | ۲۱ شهریور ۱۳۸۰   | ۲۲ آذر ۱۳۸۲      |       |
| مازندران            |               | محمدعلی پنجه‌فولادگران          | ۲۲ آذر ۱۳۸۲      | ۲۴ مرداد ۱۳۸۴    |       |
| مازندران            |               | محمدرضا صالحی سرپرست           | ۲۴ مرداد ۱۳۸۴    | ۲۷ آذر ۱۳۸۴      | [ ۷ ] |
| مرکزی               |               | علی جابریان                    | ۳ آبان ۱۳۸۰      | ۲۸ مرداد ۱۳۸۲    |       |
| مرکزی               |               | عبدالمحمد زاهدی                | ۲۸ مرداد ۱۳۸۲    | ۱۰ مرداد ۱۳۸۴    |       |
| مرکزی               |               | سید رضا روحانی طباطبائی سرپرست | ۱۵ مرداد ۱۳۸۴    | ۱۷ مهر ۱۳۸۴      | [ ۸ ] |
| هرمزگان             |               | عبدالحسن مقتدائی               | ۱۵ اسفند ۱۳۸۰    | ۲ آذر ۱۳۸۳       |       |
| هرمزگان             |               | سید ابراهیم درازگیسو           | ۲ آذر ۱۳۸۳       | ۱۳ مهر ۱۳۸۴      |       |
| همدان               |               | علی‌اصغر زبردست                 | ۲۳ آبان ۱۳۸۰     | ۸ دی ۱۳۸۴        |       |
| یزد                 |               | سید حمید کلانتری               | ۲۱ شهریور ۱۳۸۰   | ۲۷ مهر ۱۳۸۴      |       |